# Aljaksandr Rabušėnka
Aljaksandr Svjataslavavič Rabušėnka (in bielorusso Аляксандр Рабушэнка?; Minsk, 12 ottobre 1995) è un ex ciclista su strada bielorusso. Già campione europeo Under-23 in linea nel 2016, ha gareggiato come professionista dal 2018 al 2023 vincendo la Coppa Agostoni 2019.

## Palmarès

### Strada
- 2013 (Juniores)

3ª tappa Giro di Basilicata (Tramutola > Viggiano)
- 2016 (Team Pala Fenice)[1]

Trofeo Learco Guerra
Bassano-Monte Grappa
Gran Premio Città di Felino
Trofeo Sportivi di Briga
Giro del Casentino
Campionati europei, Prova in linea Under-23 (con la Nazionale bielorussa)
Coppa Collecchio
- 2017 (Team Pala Fenice)[2]

Trofeo Tempestini Ledo
Giro del Belvedere
1ª tappa, 2ª semitappa Toscana-Terra di ciclismo eroica (Cinigiano > Civitella Marittima)
Trofeo Learco Guerra
2ª tappa Giro d'Italia Under-23 (San Valentino di Castellarano > Castellarano)
Bassano-Monte Grappa
Trofeo SC Corsanico
Piccolo Giro di Lombardia
Gran Premio Ezio Del Rosso
- 2019 (UAE Team Emirates, una vittoria)

Coppa Agostoni

#### Altri successi
- 2013 (Juniores)

Classifica scalatori Trophée Centre Morbihan
- 2017 (Team Pala Fenice)

Classifica a punti Toscana-Terra di ciclismo eroica

## Piazzamenti

### Grandi Giri
- Tour de France

2022: 96º
- Vuelta a España

2020: 89º

### Classiche monumento
- Milano-Sanremo

2023: 142º
- Parigi-Roubaix

2022: ritirato
- Liegi-Bastogne-Liegi

2018: 122º
2022: ritirato
2023: ritirato
- Giro di Lombardia

2020: ritirato

### Competizioni mondiali
- Campionati del mondo

Valkenburg 2012 - Cronometro Junior: 46º
Valkenburg 2012 - In linea Junior: 118º
Toscana 2013 - Cronometro Junior: 57º
Toscana 2013 - In linea Junior: 16º
Ponferrada 2014 - In linea Under-23: 86º
Doha 2016 - In linea Under-23: 43º
Bergen 2017 - In linea Under-23: 16º
Innsbruck 2018 - In linea Elite: ritirato
Yorkshire 2019 - In linea Elite: ritirato
Imola 2020 - In linea Elite: ritirato
Fiandre 2021 - In linea Elite: ritirato
- Giochi olimpici

Tokyo 2020 - In linea: 66º

### Competizioni continentali
- Campionati europei

Goes 2012 - In linea Junior: ritirato
Olomouc 2013 - Cronometro Junior: 34º
Olomouc 2013 - In linea Junior: 7º
Nyon 2014 - Cronometro Under-23: 33º
Nyon 2014 - In linea Under-23: 23º
Tartu 2015 - In linea Under-23: 58º
Plumelec 2016 - In linea Under-23: vincitore
Herning 2017 - In linea Under-23: 24º
Glasgow 2018 - In linea Elite: 51º
Plouay 2020 - In linea Elite: 13º
Trento 2021 - In linea Elite: ritirato
- Giochi europei

Minsk 2019 - In linea Elite: 4°